# كيني دي كيتيلي
كيني دي كيتيلي (بالإنجليزية: Kenny De Ketele)‏ مواليد 5 يونيو 1985 في بلجيكا، هو دراج بلجيكي. شارك في دورة الألعاب الأولمبية الصيفية.

## روابط خارجية
- كيني دي كيتيلي على موقع الاتحاد الدولي للدراجات (الإنجليزية)
- كيني دي كيتيلي على موقع أرشيف الدراجات (الإنجليزية)
- كيني دي كيتيلي على موقع إحصائيات الدراجات الإحترافية (الإنجليزية)
- كيني دي كيتيلي على موقع نسبة الدراجات (الإنجليزية)
- كيني دي كيتيلي على موقع CycleBase (الإنجليزية)
- كيني دي كيتيلي على موقع أوليمبيديا (الإنجليزية)
- كيني دي كيتيلي على موقع اللجنة الأولمبية البلجيكية (الهولندية)